# Kirk (Oregon)
Kirk az Amerikai Egyesült Államok északnyugati részén, Oregon állam Klamath megyéjében elhelyezkedő önkormányzat nélküli település.
Névadója Jesse Kirk metodista lelkész. A posta 1920 és 1948 között működött.

## Fordítás
- Ez a szócikk részben vagy egészben  a   Kirk, Oregon című angol Wikipédia-szócikk ezen változatának fordításán alapul.  Az eredeti cikk szerkesztőit annak laptörténete sorolja fel. Ez a jelzés csupán a megfogalmazás eredetét és a szerzői jogokat jelzi, nem szolgál a cikkben szereplő információk forrásmegjelöléseként.